# Aquincumi Múzeum

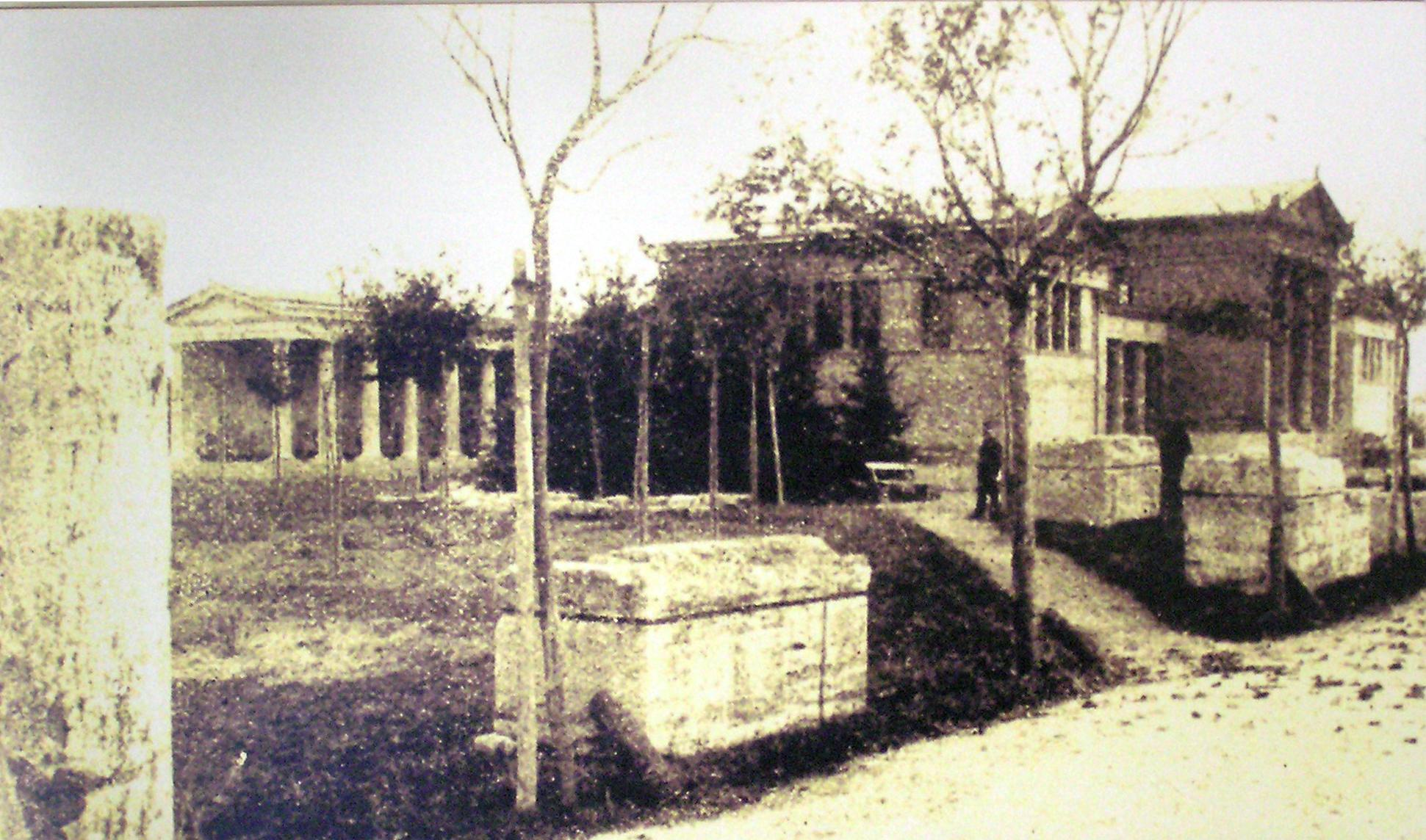
A múzeum és a mögötte épült oszlopos tornác, 1904-ben

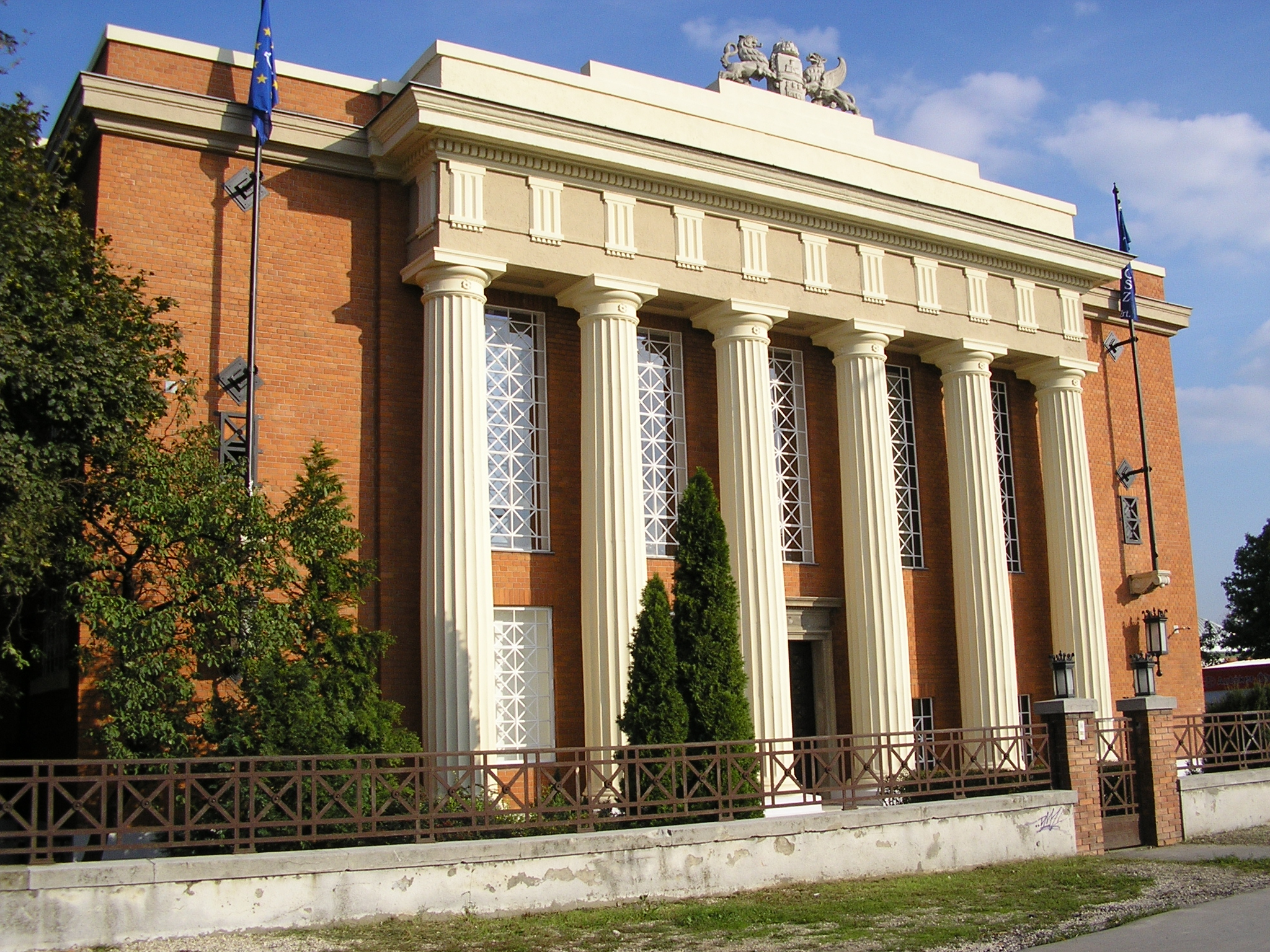
Az állandó kiállítás épületének utcai homlokzata

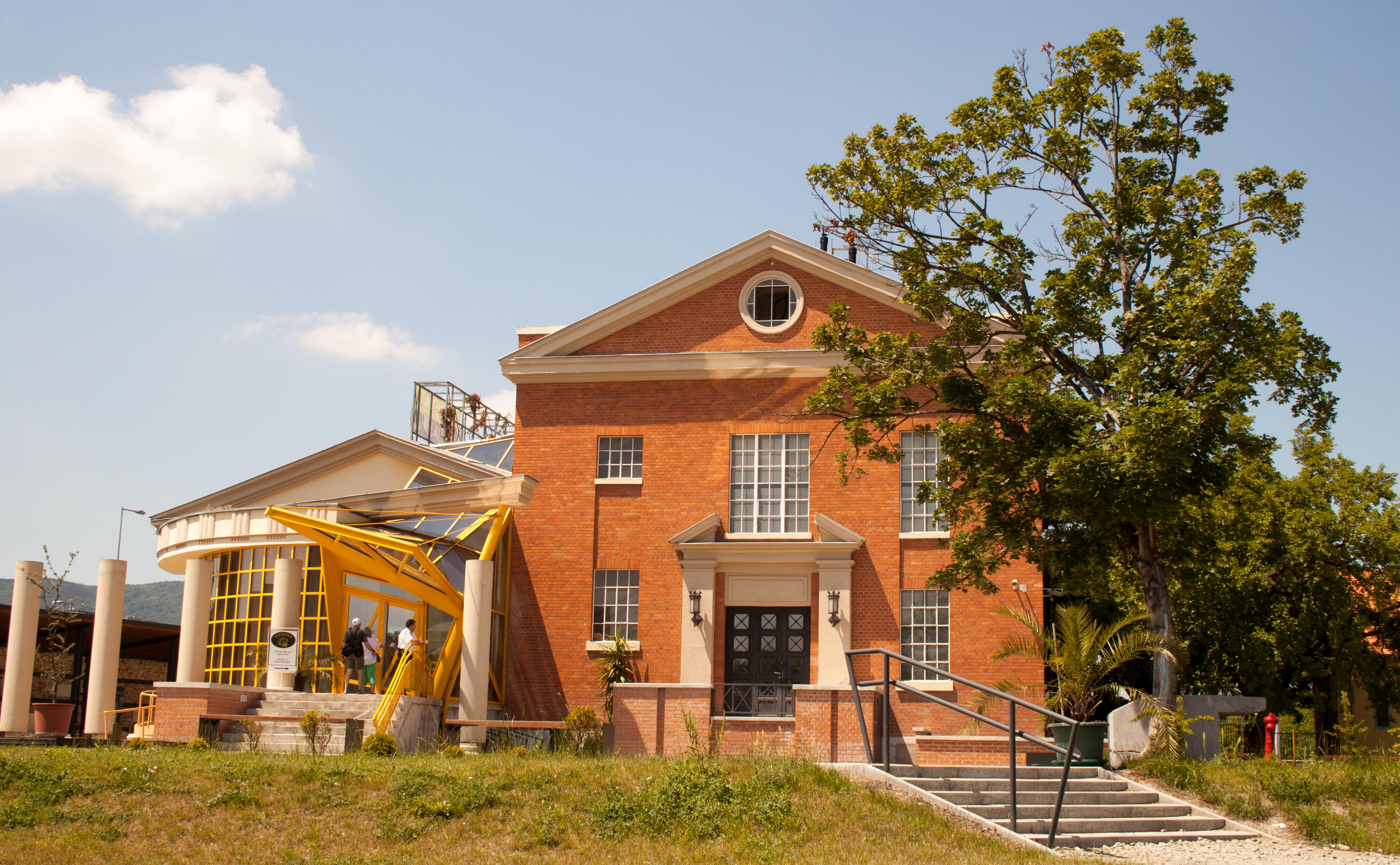
Az új főépület a bejárattal a romkert felől

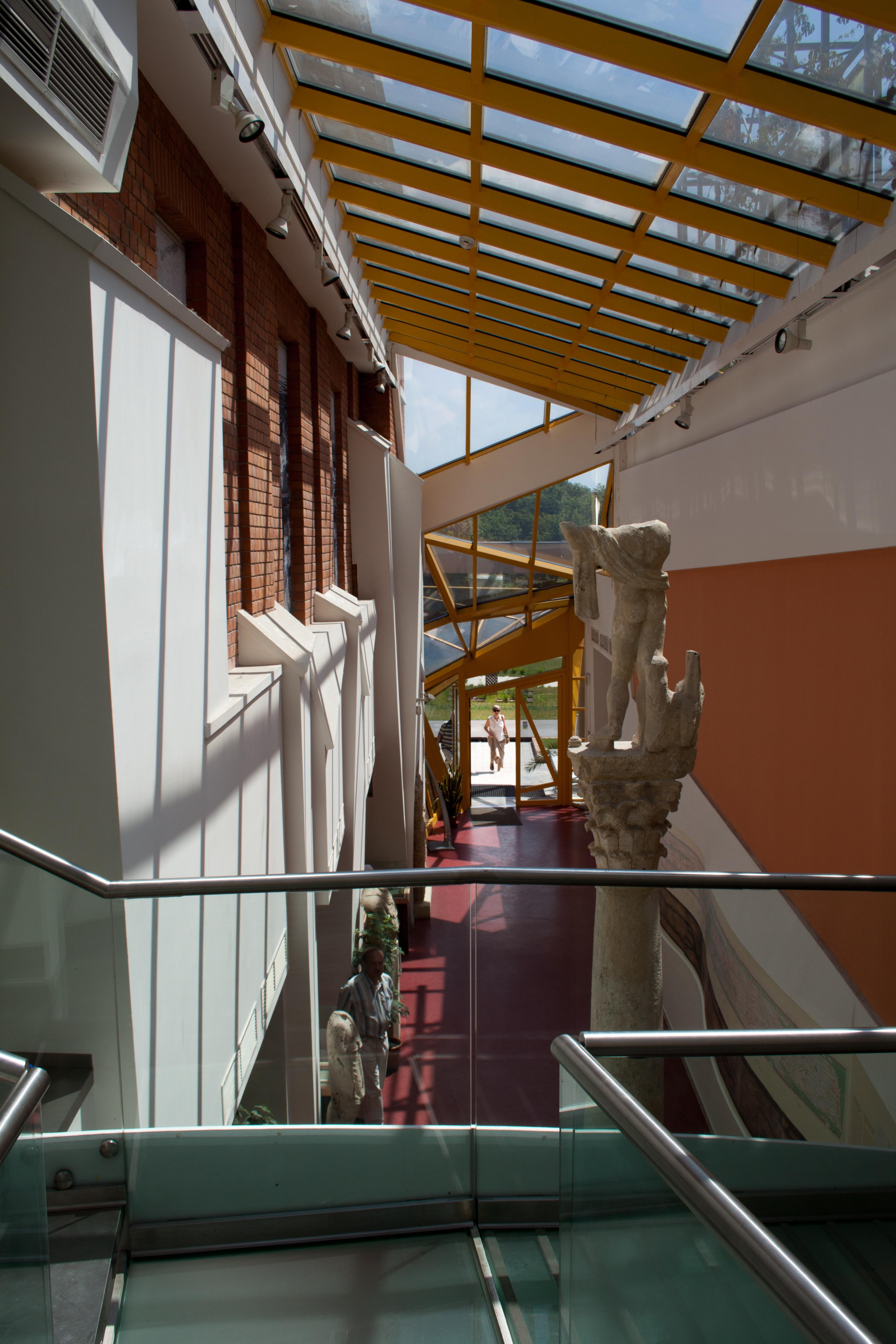
A bejárati tér az emeletről

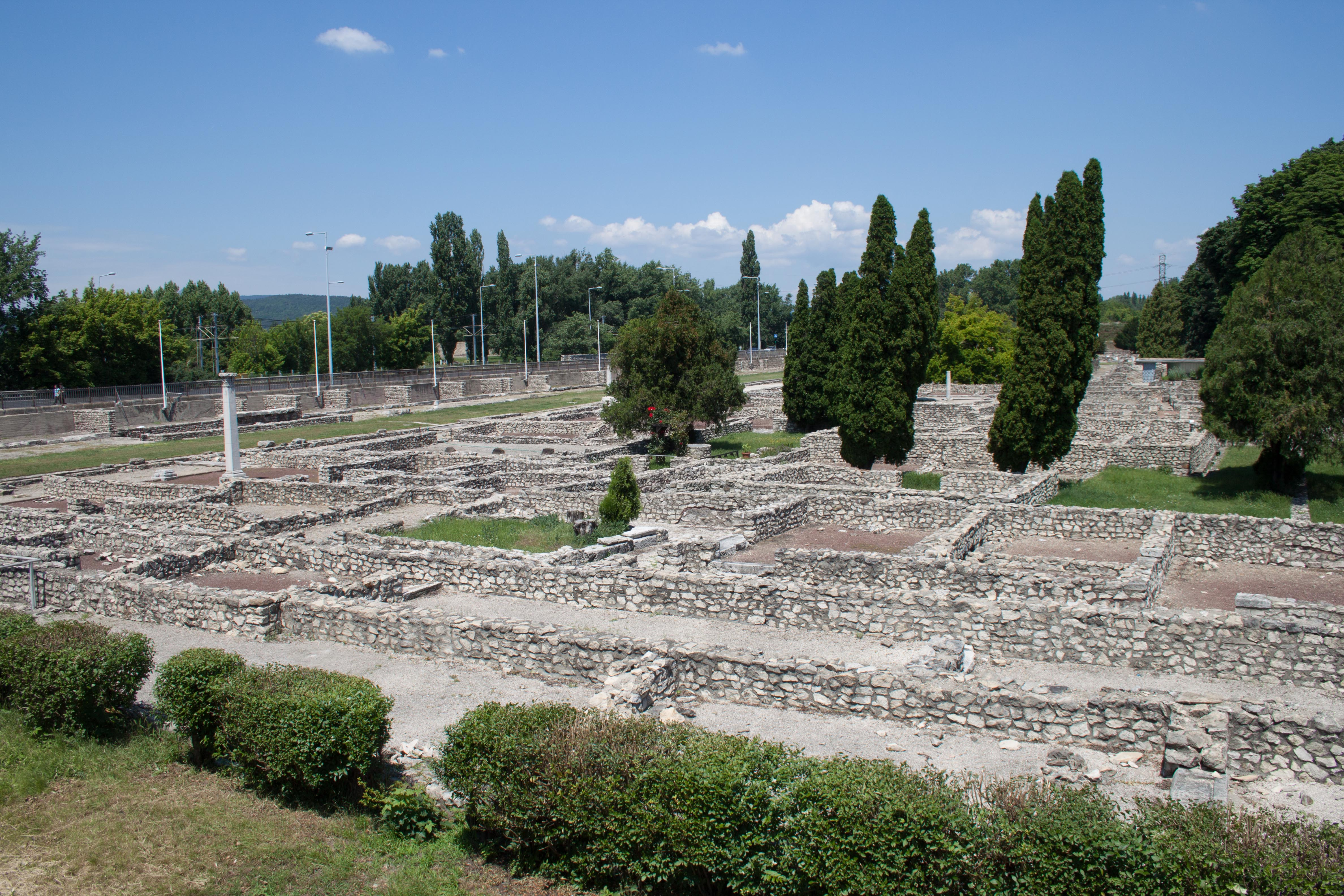
A romkert részlete

Az Aquincumi Múzeum a mai Óbuda területén, a Római Birodalom korában létezett Aquincum település emlékeit mutatja be. A főváros által alapított és fenntartott kulturális intézmény Budapest III. kerületében, a Szentendrei út 135. sz. alatt található, a Budapesti Történeti Múzeum egyik szervezeti egysége.
A múzeum Budapest római kori régészeti, történeti emlékeinek legnagyobb gyűjtőhelye. Kuzsinszky Bálint, a helyi ásatások vezetője szervezőmunkájának köszönhetően nyílhatott meg, 1894-ben. A múzeumot az egykori aquincumi polgárváros területének egy részén, főként az ottani ásatások eredményeire alapozva alakították ki. A helyben kiásott és a fővárosban máshol, főként Óbudán fellelt római kori emlékek egy töredéke a romkertben és a múzeum épületeiben tekinthető meg.

## A múzeum története
Az újkorban először 1778-ban bukkantak római kori leletekre itt, amelyek már tudományos érdeklődést váltottak ki. Egy óbudai szőlősgazda - veremásás közben - római padlófűtés (hypocaustum) maradványaira talált, amiket Schönvisner István azonosított Aquincum városával. Contra-Aquincum erődjének első romjai 1796-ban a belvárosi piarista rendház udvarán kerültek elő. 1815-ben a Duna Óbudával szemközti partján egy helyi gazda, Göttersdorfer Jakab a Rákos-patak torkolatánál fekvő földje szántása közben rátalált Transaquincum romjaira.
1820-ban az uralkodó Habsburg-család egy tagja megtekintette az óbudai római romokat, és kijelentette: „Íme a magyar Pompeii és Herculaneum!” Az 1820-as években az óbudai közigazgatás elöljárója „kutatást” végeztetett a Papföldnek nevezett határrészen, a múzeum jelenlegi területén, feltárva, majd visszatemetve a nagy közfürdő romjait.
Az 1860-as években Zsigmondy Gusztáv felméréseket készített a transaquincumi erőd, illetve a mai Óbudai-szigeten elterülő „thermák” (a helytartói palota fürdőszárnya) látható maradványairól. Az 1867-es párizsi világkiállításon a magyar pavilon régészeti kiállításán, Rómer Flóris szervezésében, már szerepeltek aquincumi leletek. 1869-ben Rudolf trónörökös is meglátogatta az óbudai romokat.
1876-ban a Budapesten megrendezett 8. Nemzetközi Embertani és Régészeti Kongresszus résztvevői meglátogatták Aquincumot. 1878-ban Budapest Főváros tanácsa határozatot hozott az Óbudán még felszínen látható romok védelmében. 1880-ban megkezdődtek a tudományos feltárások Torma Károly, Hampel József és gömöri Havas Sándor vezetésével. 1881-re feltárták a polgárvárosi amfiteátrum teljes felületét.
1885-ben az Országos Kiállításon az aquincumi ásatások leleteit is bemutatták. 1888-ban Kuzsinszky Bálint is bekapcsolódott a feltáró munkálatokba, később átvette azok irányítását. 1889-ben nyílt meg az első aquincumi kiállítás, a Krempl-malomban.
1894. május 10-én az Aquincumi Múzeum kiállító épülete megnyitja kapuit a nagyközönség előtt. A millennium idején a múzeumépületet két szárnnyal bővítették ki, ezzel a múzeum elérte jelenlegi alapterületét. 1902-re épült meg a múzeumépület mögötti kőtár. 1921-ben Nagy Lajos is bekapcsolódott a munkálatokba. Ő tárta fel 1931-ben a polgárváros tűzoltólaktanyáját, itt találta meg az aquincumi víziorgona maradványait is. 1938-ban, Kuzsinszky Bálint halála után ő vette át a múzeum irányítását, ebben Szilágyi János régész, a Fővárosi Régészeti Intézet irányításában pedig Nagy Tibor volt a segítője.
A második világháborúban az Óbudai Gázgyárat célzó bombázások során a múzeumépület súlyosan megsérült, a romterületet is 12 találat érte. A részben a Károlyi-palotában tárolt leletanyag 40%-a megsemmisült. A háború utáni első kiállítás 1947-ben nyílt meg ott, a megmaradt anyagból. Az állandó kiállítás Aquincumban, 1948 októberében nyílt meg újra.
1952-ben feltárások kezdődtek a Hajógyári-szigeten, a helytartói palota területén. 1954-ben nyílt meg a Táborvárosi Múzeum. Külföldi építészhallgatók közreműködésével, úgynevezett Interstudex-ásatások kezdődtek a polgárváros nyugati, addig feltáratlan területén. 1967-ben megnyílt a Hercules-villa. 1973-ra befejeződtek az Aquincumi Múzeum romkonzerválási munkálatai, 16 épületet sikerült rekonstruálni.
Az 1970-es, 80-as, 90-es években folyamatosan végeztek kisebb-nagyobb kutató és rekonstrukciós munkálatokat. A rendszerváltás utáni első nagyobb beruházás 2000. november 21-én fejeződött be, amikor átadták az Aquincumi Múzeum bővítésének I. ütemét, az irodaépületet és raktárbázist, a múzeum ezzel egy ideiglenes, télen is működő kiállítóhellyel gazdagodott.
2007-ben Budapest Főváros Főpolgármesteri Hivatala a területen lévő korábbi transzformátorházat az Aquincumi Múzeumhoz csatolta. Ebből alakult ki a múzeum új főépülete.

## A romkert
A romkert, Magyarország egyik legnagyobb területű római régészeti parkja az i. sz. 2-3 századi Aquincum polgárvárosának mintegy negyedét mutatja be, köztük a városközpont legjellemzőbb középületeit valamint számos magánházat.
A kőlapokkal burkolt utcák, az épületek kiásott és konzervált alapfalai nyomán a látogató képet alkothat a római városépítészet jellegzetességeiről, az egykori római polgárváros szerkezetéről, fontosabb középületeinek – mint a fórum, a basilica (törvényhozás háza), a közfürdő vagy egyes szentélyek – méreteiről, elhelyezkedéséről. Jól láthatók az i. sz. első évszázadokban korszerűnek számító padlófűtés, a vízvezetékek, a csatornarendszer maradványai. Külön kis védőépületben egy polgárház rekonstruált fürdője is megtekinthető. A polgárvárosnak eddig kb. a harmada került felszínre, egyes részeit már feltárták, de még nem látogathatók.
Az ásatásoknál előkerült értékesebb faragványokat, domborműves ábrázolásokat a régi épület mögött, az időjárástól részben védett oszlopcsarnokban helyezték el. A gazdagon díszített szarkofágok, sírkövek, emléktáblák mellett épületelemek faragott díszítőmotívumai is megtekinthetők.

## Az épületek

### A régi központi épület
A múzeum régi központi épületét az intézmény megnyitásakor, 1894. május 10-én adták át rendeltetésének. A romkert közepén álló neoklasszicista stílusú épület Orczy Gyula tervei alapján készült, amelyet röviddel átadása után két oldalszárnnyal toldottak meg. Sokáig az állandó kiállítás helyszíne volt, a 21. század elejére azonban elavult, alig 100 m²-es területe egyre szűkösebbnek bizonyult. Az Istenek, katonák, polgárok című állandó kiállítással együtt 2007. szeptember elején bezárták. Az előtte emelt oszlopon Jupiter szobrának másolata áll, a szobor eredetije (torzó) az új épület fogadóterében kapott helyet.

### Az új múzeumépület
Az új múzeumépületet 2007. szeptember 15-én nyitották meg a Szentendrei út 135. sz. alatt. Antik építményeket idéző oszlopos homlokzata a forgalmas útra néz, hátsó bejárata közvetlenül a romkerthez kapcsolódik. Az 1932-ben Györgyi Dénes és Román Ernő tervei alapján emelt épület eredetileg transzformátorállomás volt, ma már ipari műemlék. Az áramátalakító részleg néhány évtizeddel az átadás után megszűnt, helyén raktárakat, ügyfélszolgálati és hivatali irodákat rendeztek be, az áramelosztó azonban az alagsorban még jó ideig működött. 2005-ben az Elektromos Művektől került az épület a múzeum tulajdonába.
A Rajk László vezette kollektíva tervei alapján felújított és kiállítótérré átalakított épület korszerű berendezései lehetővé teszik, hogy a múzeum télen is fogadja látogatóit. Érdekesség, hogy 1931-ben éppen ezen a telken, az alapozást kísérő régészeti feltárás során kerültek elő annak a víziorgonának alkatrészei, amelynek másolata a kiállításon látható.

### A Festőház
2011 nyarára a múzeum római játszótérrel, egy rekonstruált római lakóházzal, kaputorony-modellel, virtuális élménytérrel és új parkolóval bővült.
Az egykori római lakóépület rekonstrukcióját hiteles, eredeti helyén állították fel. Az ásatások során a ház helyiségeiből magas művészi színvonalat képviselő falfestmények, valamint festékmaradványokat tartalmazó tégelyek kerültek elő, innen kapta nevét a ház.
A hosszúház típusú épület hét helyiségből áll, északon és délen egy-egy tornác csatlakozik hozzá. Belsejét a korabeli funkciónak megfelelően rekonstruálták, így megtalálhatók benne az átjáró, a lakószoba, a háló, az átrium, a fogadó szoba (tablinum), az étkező (triclinium), illetve a konyha-raktár.

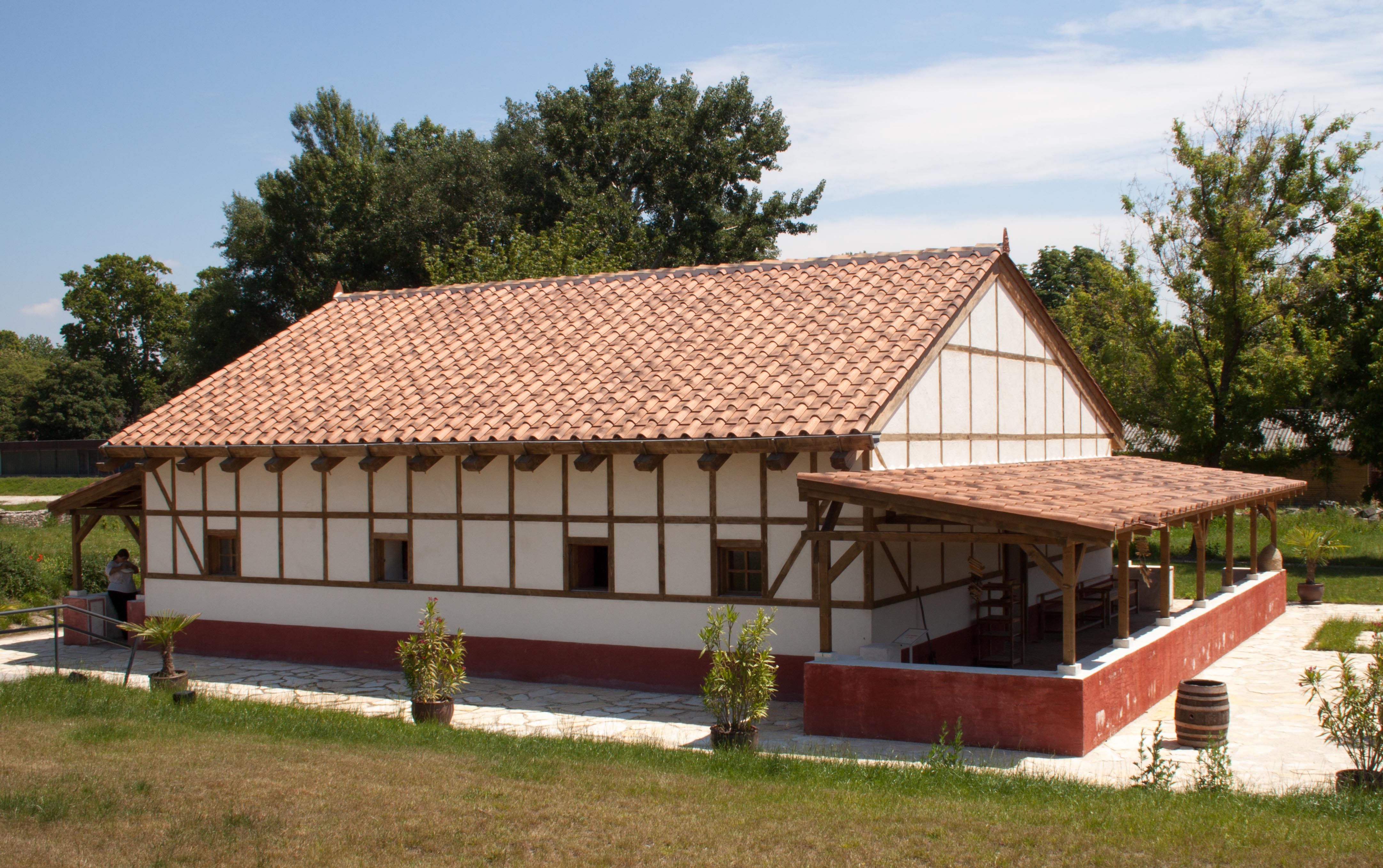
A Festőház külső képe
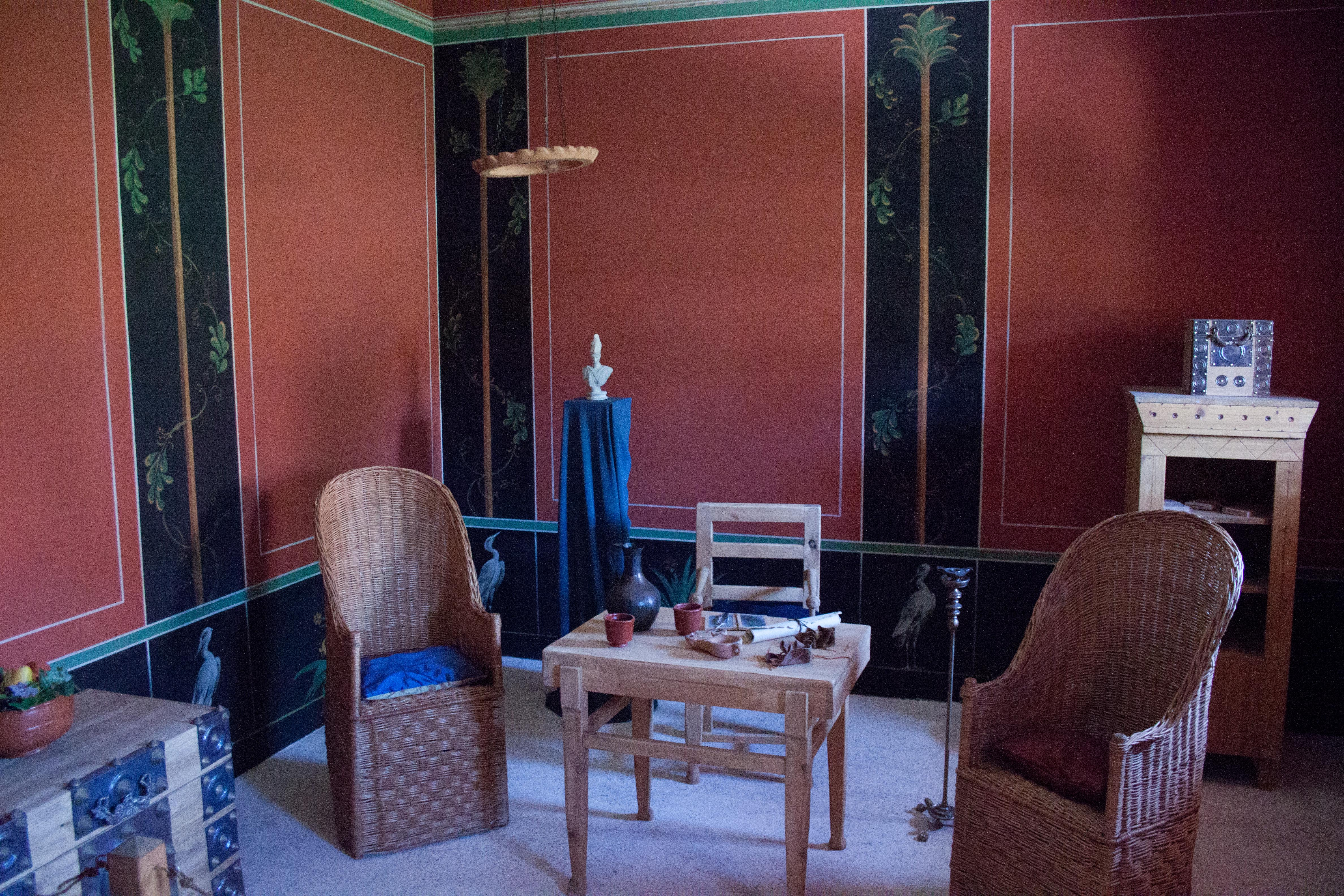
Fogadószoba
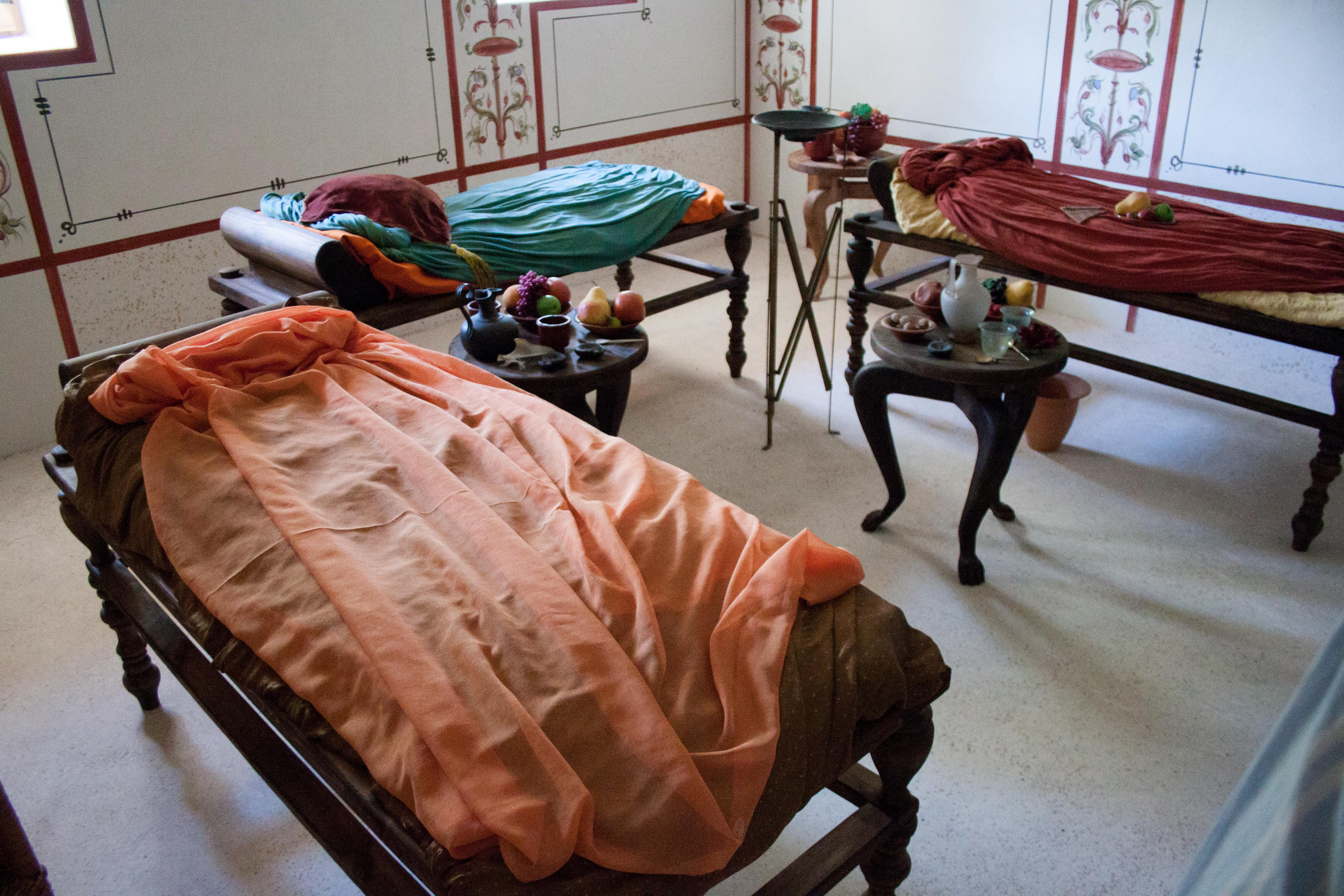
Étkező
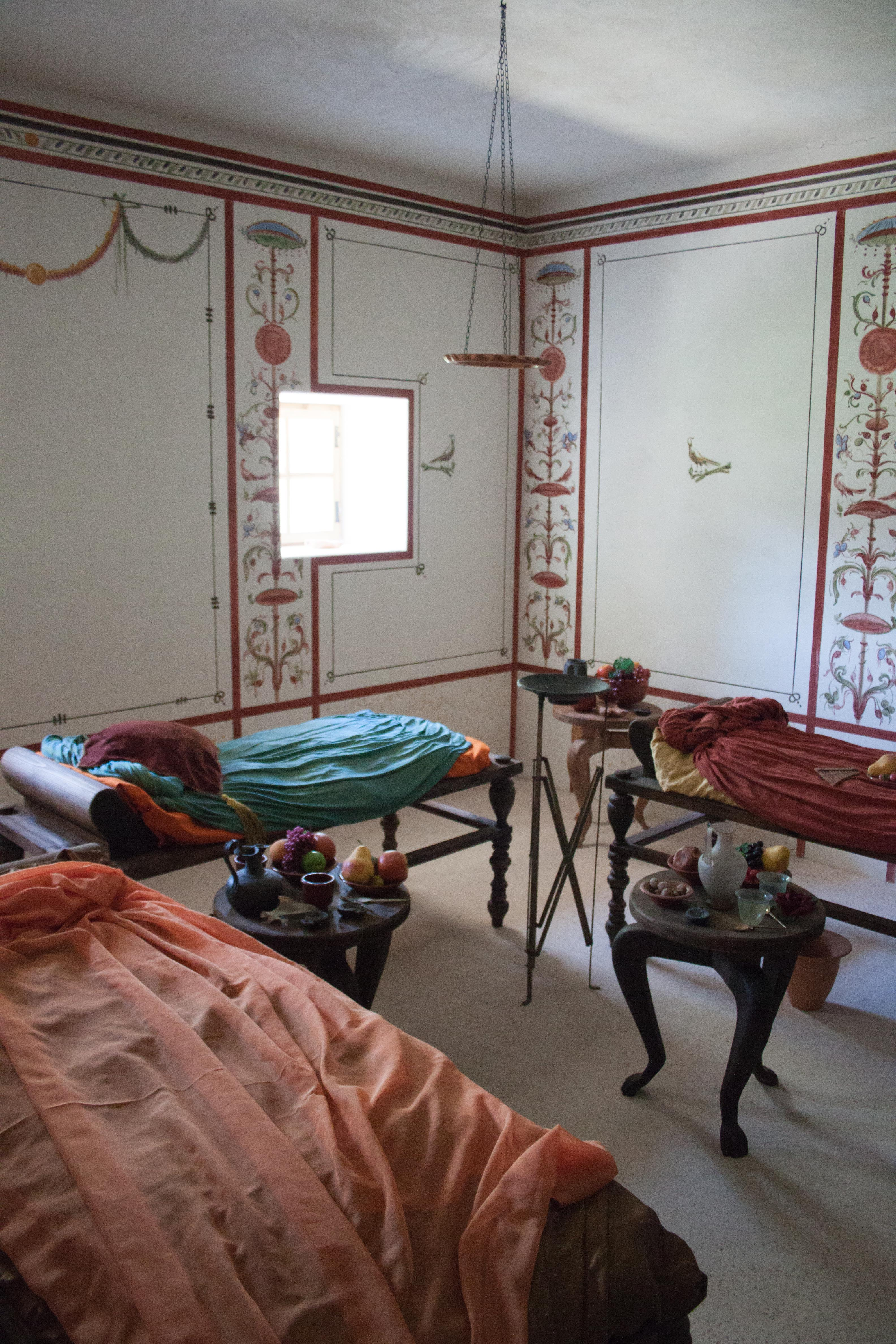
Étkező
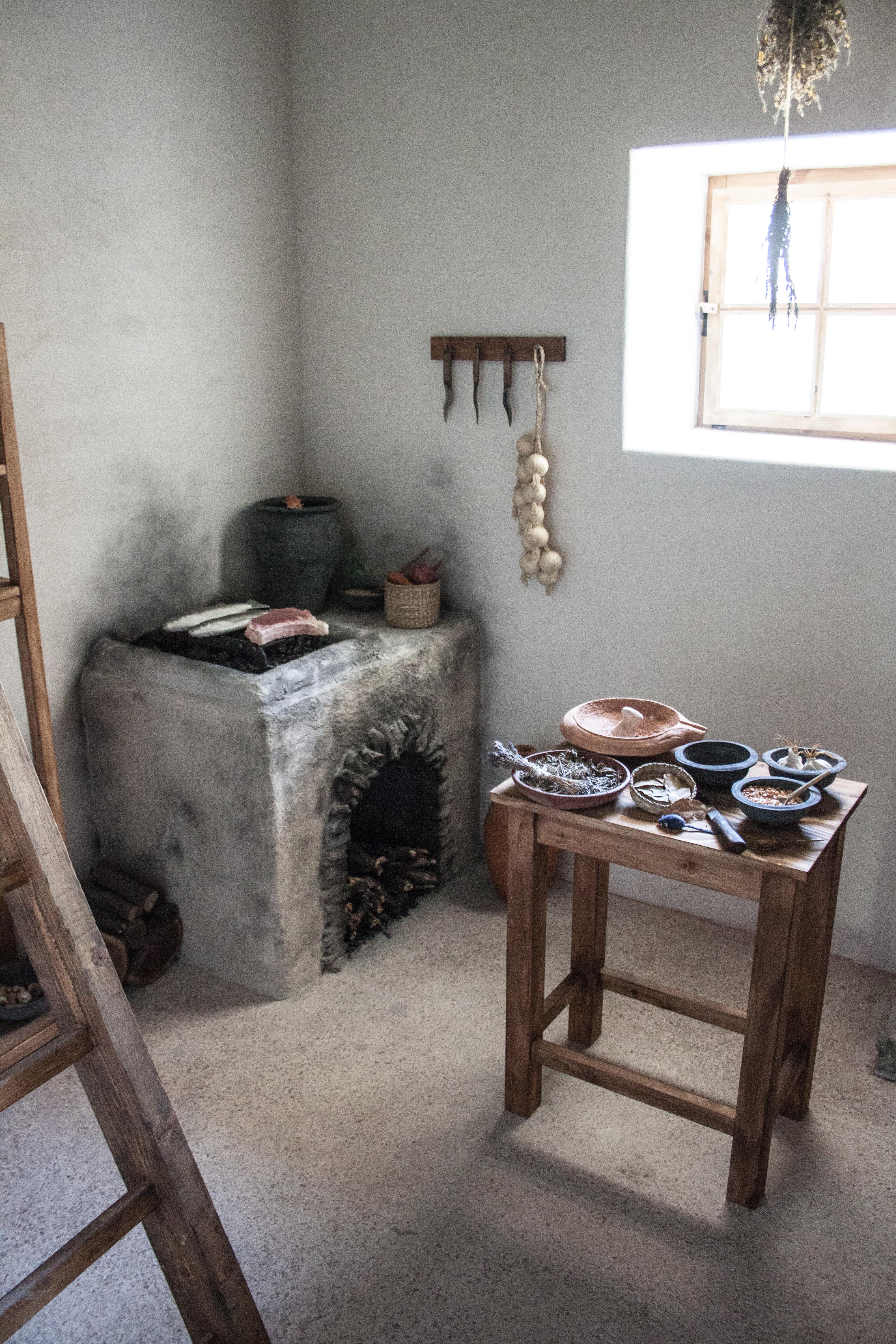
Konyha, feljárat a padlásra
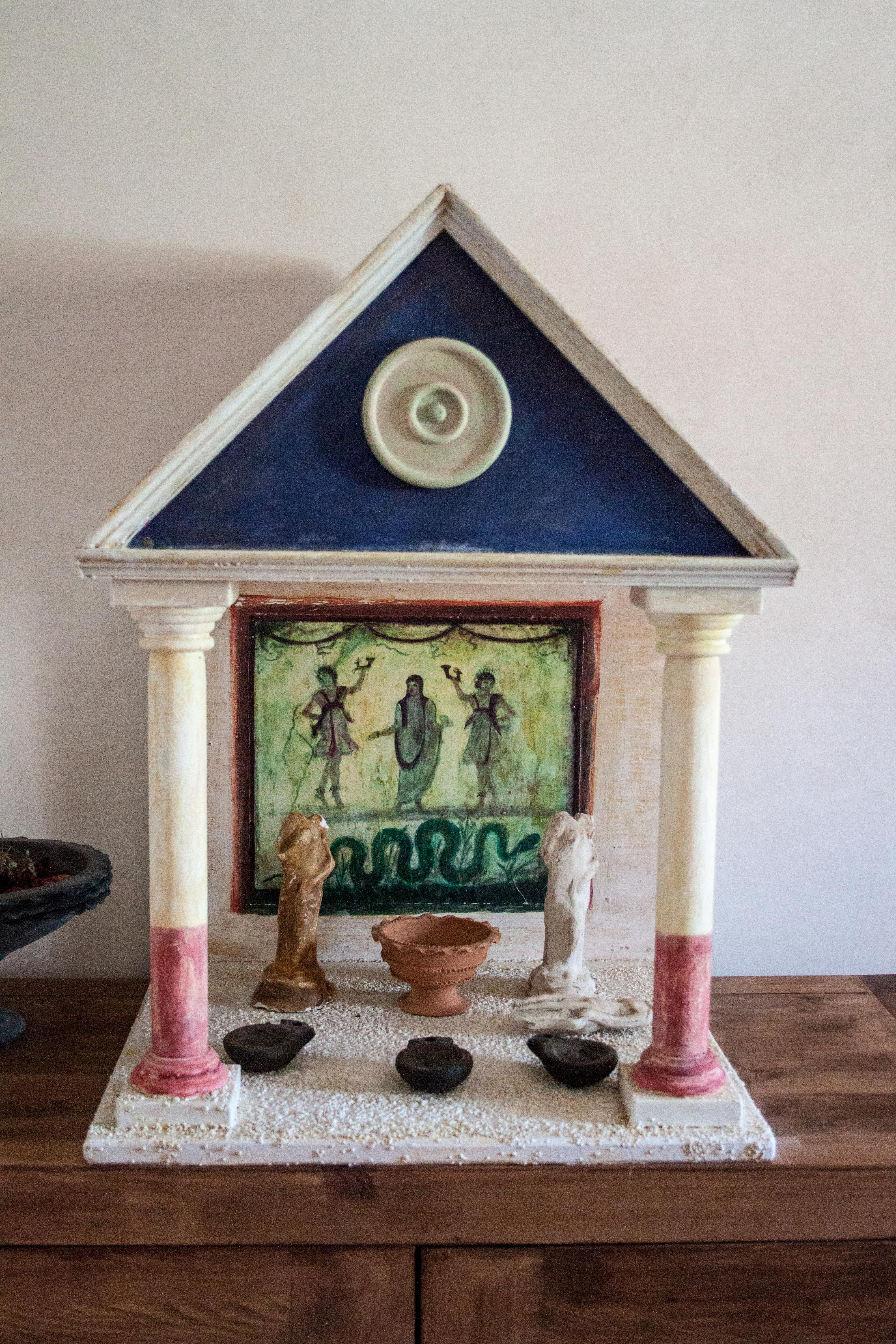
Házioltár az átjáróban
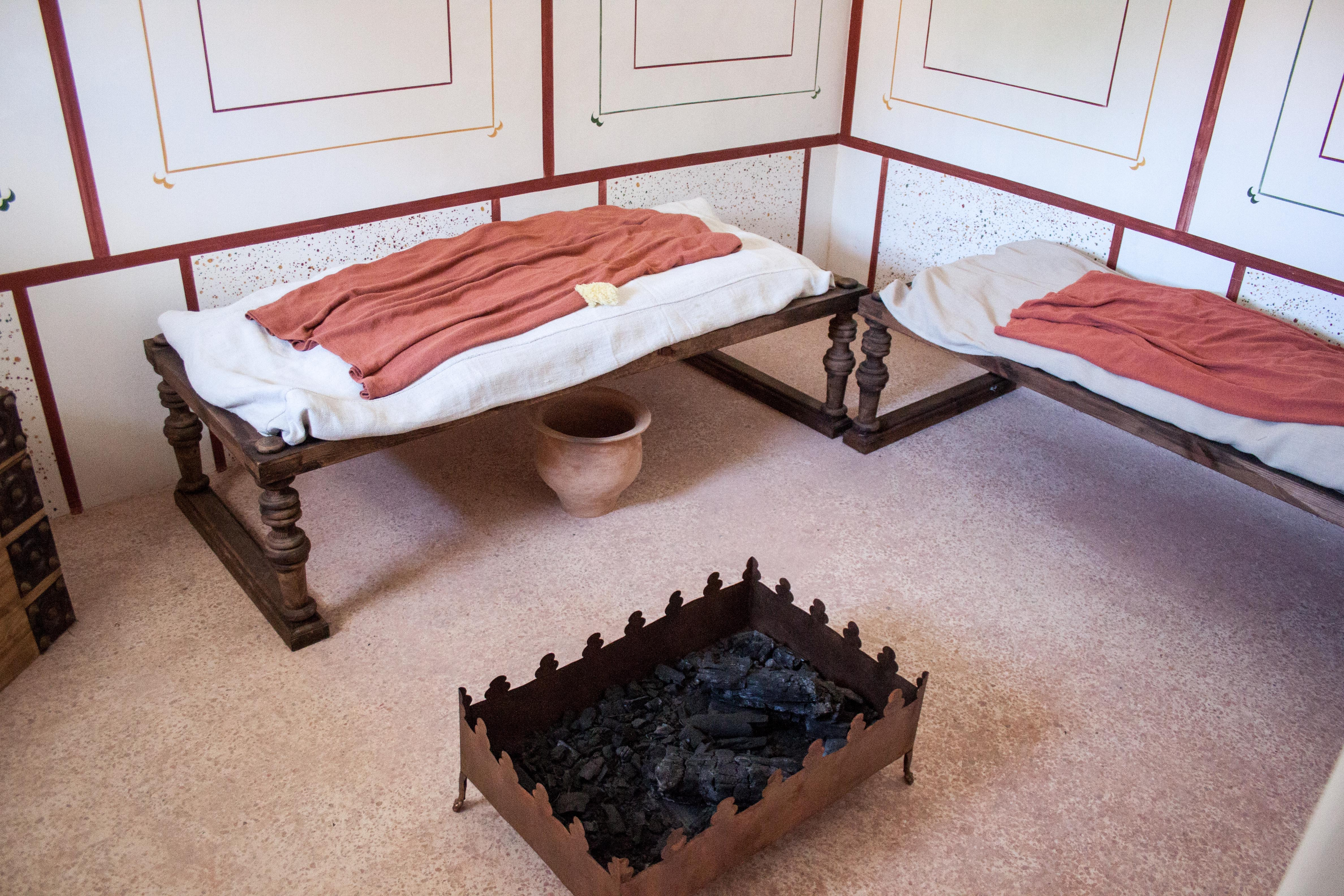
Háló
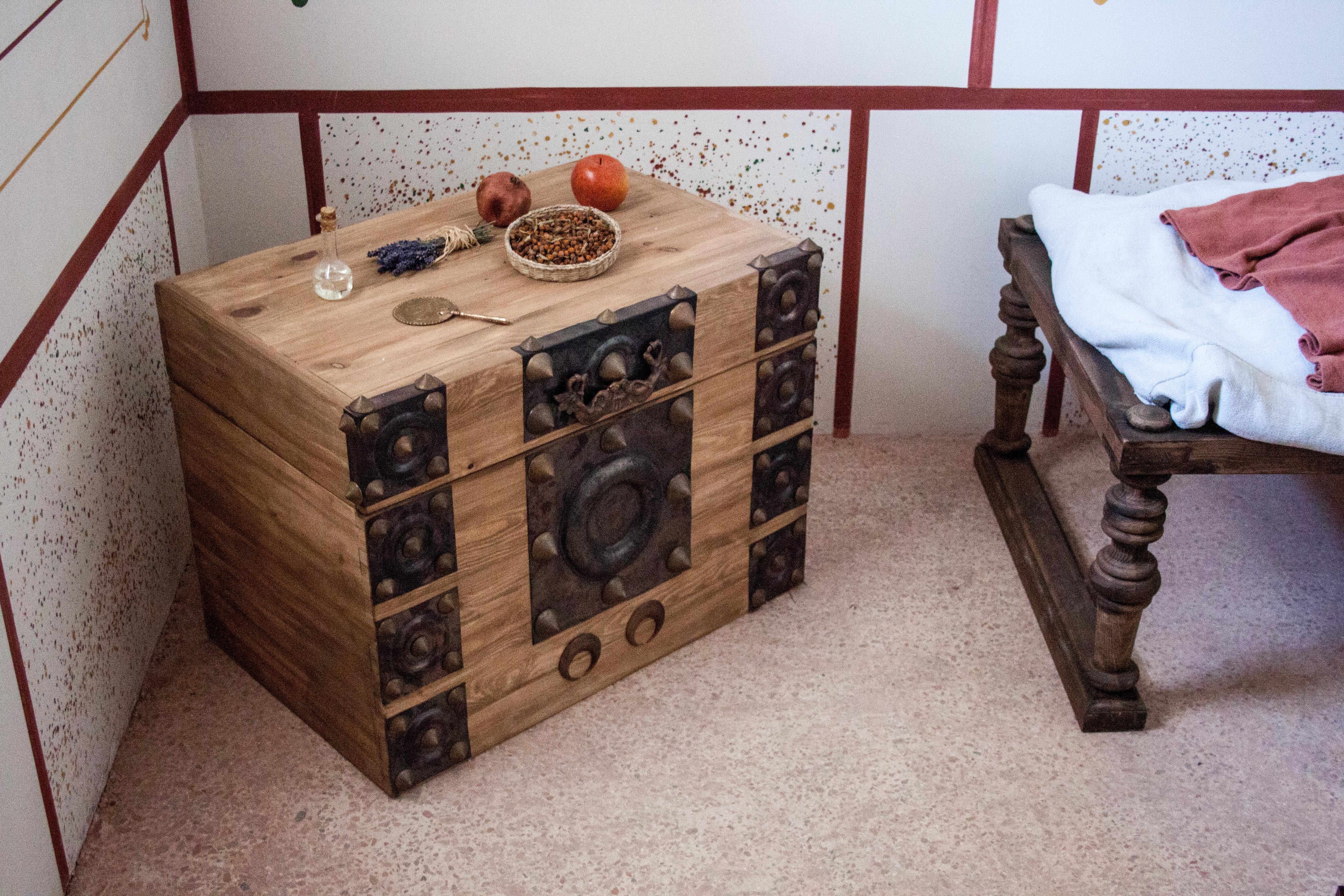
Ruhásláda a hálóban

### Symphorus mithraeum
Az Aquincumi Múzeum Régészeti Parkjának déli részén állították helyre a Symphorus mithraeumot, amely 2018. júniusától az állandó kiállítás részeként tekinthető meg. 
A Régészeti Park déli bejáratától kelet felé indulva lehet kis sétaúton megközelíteni a védőépületet. A szentély bejárata alacsonyabban, kelet felől nyílik. 

## Gyűjtemények

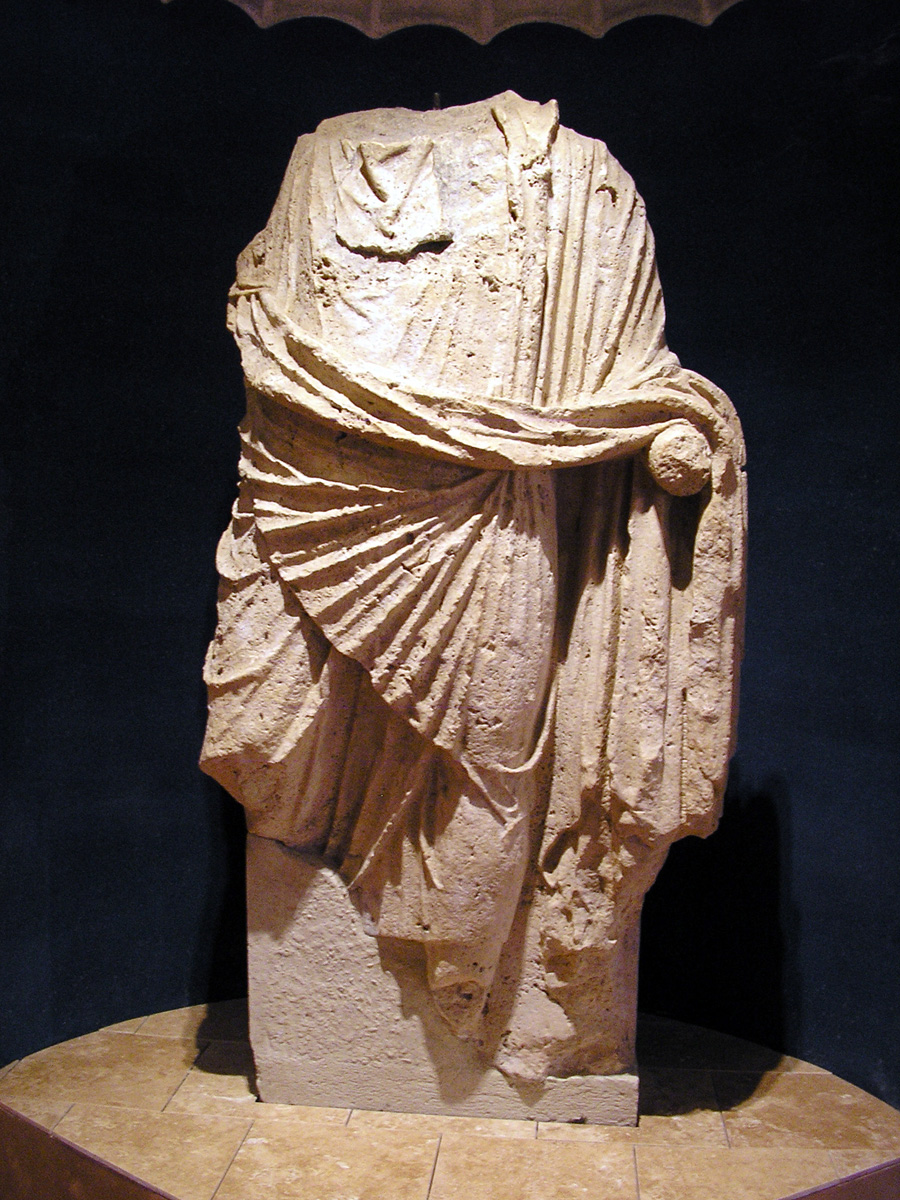
Császárszobor a helytartói palota udvarán állt szentélyből (mészkő, 3. század)

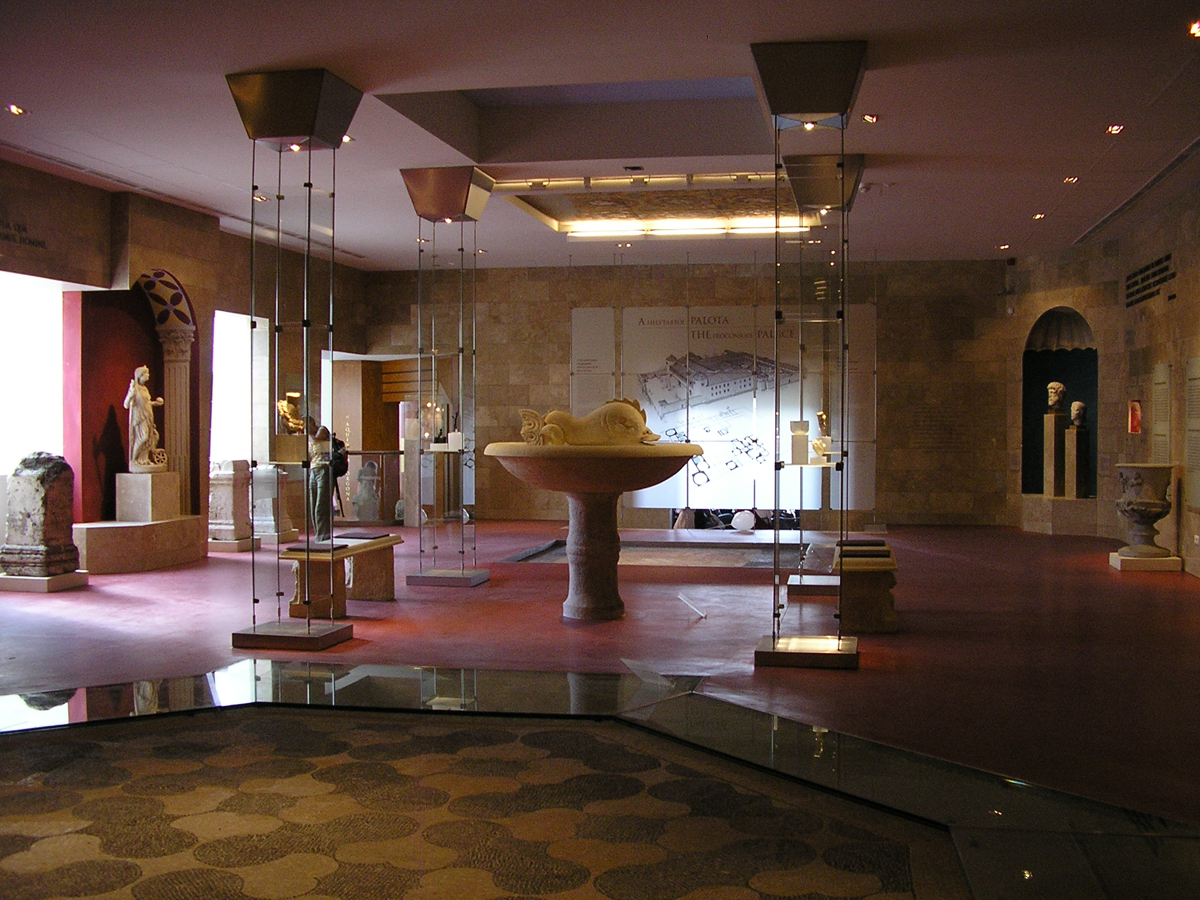
Az állandó kiállítás nagyterme, előtérben a mozaikpadló részletével

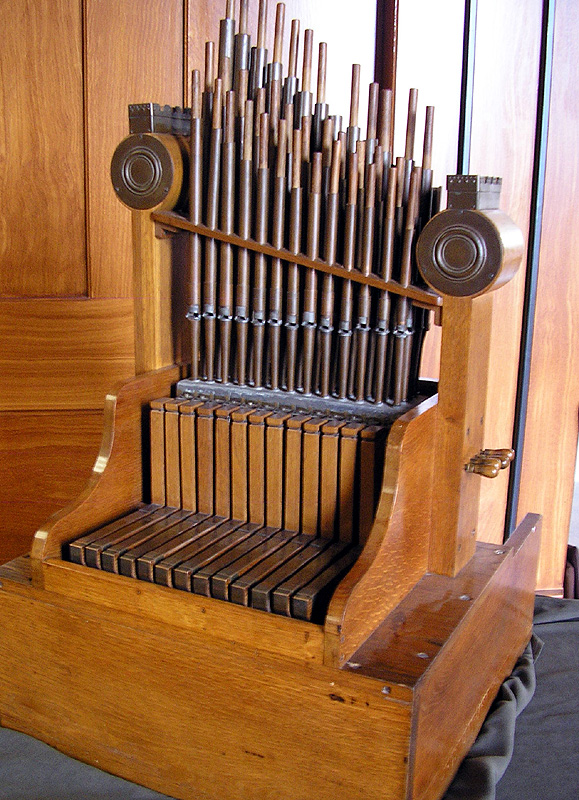
Az orgona 1999-es másolata

A múzeum több százezer darabos anyagát a leletek anyaga, jellege szerint különböző gyűjteményekben őrzik. Ilyen többek között a Kőtár, a Falfestmények és mozaikok gyűjteménye, az Éremtár és a Rajztár.

### A Kőtár
Az ásatások során előkerült legfontosabb, művészet- és kultúrtörténeti jelentőségű kőemlékek a Kőtárban kaptak helyet. Ez az ország legnagyobb római kori kőgyűjteménye. A több mint ezer darabos, leltározott anyag nagy részén feliratok is olvashatók, melyek Aquincum és a római kor tanulmányozása során alapvető forrásértékkel bírnak. Síremlékeinek jelentős része domborműves ábrázolásokat tartalmaz, rajtuk gyakran az elhunyt személyek egész alakos- vagy mellképei láthatók. A kőtár néhány különlegesen szép szobrászati emlékét az állandó kiállításon mutatják be, sok más értékes lelet a régi épület mögötti oszlopcsarnokban nyert elhelyezést.

### Éremtár
Az éremtár gazdag anyagából az állandó kiállításon mutatnak be ízelítőt.

## Az állandó kiállítás
A Róma Aquincumban című állandó kiállítás az új múzeumépület központi kiállítóterében főként az egykori helytartói palota emlékeit tárja a látogatók elé. A palota építése az első aquincumi helytartó, Hadrianus (a későbbi császár) idején kezdődött és megszakításokkal több mint egy évszázadig folytatódott. A kiállított tárgyak többsége tehát az i. sz. 2-3. századból való.
- Különös figyelmet érdemel a helytartói palota főépületének egyik termét valaha díszítő nyolcszögletű mozaikpadló. Restaurálásában és összeállításában külföldi szakemberek is részt vettek, hiányzó részeit az eredetivel megegyező technikával készített kövekkel egészítették ki. A nagyméretű, geometriai mintázatú mozaikpadló korábban nem volt kiállítható állapotban, csak az új múzeumépület megnyitása tette lehetővé bemutatását.
- Az emeleti nagy kiállítótérben művészien megmintázott monumentális szobrok láthatók, köztük:
  - Fortuna Nemesis szobra a helytartói palotából (2-3. század), lábánál griffmadárral és nyolcküllős kerékkel.
  - A helytartói palota udvarán állt szentélyből származó Császárszobor (3. század).
  - Helytartó szobra (márvány, 2. század vége, 3. század eleje).

Díszítő falfestmény, rekonstruált szökőkút, külön vitrinekben bemutatott arany- és ezüst ékszerek, bronzszobor töredékek, kerámia díszedények egészítik ki a palota kincseit bemutató kiállítást.
2023. szeptember 14-én nyílt meg a múzeum új állandó kiállítása, mely A római sas árnyékában címet viseli. A tárlat a pannóniai limes mentén szolgálatot teljesítő római katonák életét mutatja be.

### Az aquincumi orgona
Az állandó kiállítás egyik legjelentősebb tárgyi emléke egy rekonstruált hangszer, a víziorgona, amelynek mintegy négyszáz darab különböző, főként bronz alkotóelemét Nagy Lajos találta meg 1931-ben. Felirata szerint a hangszer víziorgona volt, de a fellelt alkatrészek inkább a légfújtatós szerkezetet valószínűsítik. Az orgonát 228-ban kapta ajándékba a polgárvárosi tűzoltók egyesülete.
Külön teremben, egymás mellett álló vitrinekben látható az orgona alkatrészeinek pontos másolata és a pécsi Angster orgonakészítő cég 1935-ben készített rekonstrukciója, valamint a megszólaltatható, 1999-ben készült másolat. A négyregiszteres, 52 sípból álló, 13 billentyűvel, légfújtatóval működtethető, hordozható hangszert fa szekrényre építették, hangja ma is élvezhető.

## Pannonia Provincia Program
2012-ben, a múzeum felújításának és korszerűsítésének folytatásaként az Európai Unió és Budapest Főváros Önkormányzatának támogatásával „Pannonia Provincia Program” néven új idegenforgalmi fejlesztési beruházás valósult meg. Ennek keretében – a Festőház rekonstrukciója mellett – mitológiai játszótér épült a gyerekeknek. Az itteni játékok az antik hitvilágot idézik fel. A „virtuális élménytérben” számítógépek segítségével idézhették fel 2018 májusáig az ókori élet egyes elemeit a látogatók. A Kronoszkóp, egy magyar találmány révén, a kilátói távcsövekre emlékeztető szerkezeten át nézve a romkert részleteit, a virtuálisan rekonstruált épületek láthatóak.